# Narmandakh Artag
Narmandakh Artag (8 marzo 1997) è un calciatore mongolo, centrocampista del Selenge Press e della nazionale mongola.

## Carriera

### Club
Ha giocato nella massima serie mongola.

### Nazionale
Nel 2018 ha esordito in nazionale.

## Statistiche

### Cronologia presenze e reti in nazionale
| Cronologia completa delle presenze e delle reti in nazionale ― Mongolia | Cronologia completa delle presenze e delle reti in nazionale ― Mongolia | Cronologia completa delle presenze e delle reti in nazionale ― Mongolia | Cronologia completa delle presenze e delle reti in nazionale ― Mongolia | Cronologia completa delle presenze e delle reti in nazionale ― Mongolia | Cronologia completa delle presenze e delle reti in nazionale ― Mongolia | Cronologia completa delle presenze e delle reti in nazionale ― Mongolia | Cronologia completa delle presenze e delle reti in nazionale ― Mongolia |
| Data                                                                    | Città                                                                   | In casa                                                                 | Risultato                                                               | Ospiti                                                                  | Competizione                                                            | Reti                                                                    | Note                                                                    |
| ----------------------------------------------------------------------- | ----------------------------------------------------------------------- | ----------------------------------------------------------------------- | ----------------------------------------------------------------------- | ----------------------------------------------------------------------- | ----------------------------------------------------------------------- | ----------------------------------------------------------------------- | ----------------------------------------------------------------------- |
| 2-9-2018                                                                | Ulan Bator                                                              | Mongolia                                                                | 4 – 1                                                                   | Macao                                                                   | EAFF E-1 Football Championship 2019 - 1º turno                          | -                                                                       | 89’                                                                     |
| 4-9-2018                                                                | Ulan Bator                                                              | Mongolia                                                                | 9 – 0                                                                   | Isole Marianne Settentrionali                                           | EAFF E-1 Football Championship 2019 - 1º turno                          | -                                                                       | 45+1’                                                                   |
| 12-10-2018                                                              | Bishan                                                                  | Singapore                                                               | 2 – 0                                                                   | Mongolia                                                                | Amichevole                                                              | -                                                                       | 45+1’                                                                   |
| 16-10-2018                                                              | Vientiane                                                               | Laos                                                                    | 1 – 4                                                                   | Mongolia                                                                | Amichevole                                                              | 1                                                                       | 89’                                                                     |
| 11-11-2018                                                              | Taipei                                                                  | Corea del Nord                                                          | 4 – 1                                                                   | Mongolia                                                                | EAFF E-1 Football Championship 2019 - 2º turno                          | -                                                                       | 62’                                                                     |
| 13-11-2018                                                              | Taipei                                                                  | Taipei cinese                                                           | 2 – 1                                                                   | Mongolia                                                                | EAFF E-1 Football Championship 2019 - 2º turno                          | -                                                                       | 61’                                                                     |
| 16-11-2018                                                              | Taipei                                                                  | Mongolia                                                                | 1 – 5                                                                   | Hong Kong                                                               | EAFF E-1 Football Championship 2019 - 2º turno                          | 1                                                                       | 52’ 65’                                                                 |
| 6-6-2019                                                                | Ulan Bator                                                              | Mongolia                                                                | 2 – 0                                                                   | Brunei                                                                  | Qual. Mondiali 2022                                                     | -                                                                       | 68’                                                                     |
| 11-6-2019                                                               | Bandar Seri Begawan                                                     | Brunei                                                                  | 2 – 1                                                                   | Mongolia                                                                | Qual. Mondiali 2022                                                     | -                                                                       | 87’                                                                     |
| 5-9-2019                                                                | Ulan Bator                                                              | Mongolia                                                                | 1 – 0                                                                   | Birmania                                                                | Qual. Mondiali 2022                                                     | -                                                                       | 70’                                                                     |
| 10-9-2019                                                               | Ulan Bator                                                              | Mongolia                                                                | 0 – 1                                                                   | Tagikistan                                                              | Qual. Mondiali 2022                                                     | -                                                                       | 63’                                                                     |
| 10-10-2019                                                              | Saitama                                                                 | Giappone                                                                | 6 – 0                                                                   | Mongolia                                                                | Qual. Mondiali 2022                                                     | -                                                                       |                                                                         |
| 15-10-2019                                                              | Ulan Bator                                                              | Mongolia                                                                | 1 – 2                                                                   | Kirghizistan                                                            | Qual. Mondiali 2022                                                     | -                                                                       | 85’                                                                     |
| 14-11-2019                                                              | Phnom Penh                                                              | Cambogia                                                                | 1 – 1                                                                   | Mongolia                                                                | Amichevole                                                              | 1                                                                       | 72’                                                                     |
| 19-11-2019                                                              | Mandalay                                                                | Birmania                                                                | 1 – 0                                                                   | Mongolia                                                                | Qual. Mondiali 2022                                                     | -                                                                       | 76’                                                                     |
| 25-3-2021                                                               | Dušanbe                                                                 | Tagikistan                                                              | 3 – 0                                                                   | Mongolia                                                                | Qual. Mondiali 2022                                                     | -                                                                       | 74’                                                                     |
| 30-3-2021                                                               | Chiba                                                                   | Mongolia                                                                | 0 – 14                                                                  | Giappone                                                                | Qual. Mondiali 2022                                                     | -                                                                       | 46’                                                                     |
| Totale                                                                  |                                                                         | Presenze                                                                | 17                                                                      |                                                                         | Reti                                                                    | 3                                                                       |                                                                         |

## Palmarès

### Club

#### Competizioni nazionali
- Campionato mongolo: 1

Ulaanbaatar City: 2019